# 水府增八
獵戶座75，又名BD+09 1173，HD 43525、SAO 113675、HR 2247，是獵戶座的一颗恒星，视星等为5.39，位于銀經200.16，銀緯-2.99，其B1900.0坐标为赤經6h 11m 35.8s，赤緯+9° -2.99′ 44″。